# Клюково (Сім'ятицький повіт)
Клюково (пол. Klukowo) — село в Польщі, у гміні Сім'ятичі Сім'ятицького повіту Підляського воєводства.
Населення — 148 осіб (2011).
У 1975-1998 роках село належало до Білостоцького воєводства.

## Демографія
Демографічна структура станом на 31 березня 2011 року:
|          | Загалом | Допрацездатний вік | Працездатний вік | Постпрацездатний вік |
| -------- | ------- | ------------------ | ---------------- | -------------------- |
| Чоловіки | 77      | 21                 | 44               | 12                   |
| Жінки    | 71      | 17                 | 36               | 18                   |
| Разом    | 148     | 38                 | 80               | 30                   |